# Urophyllum glomeratum
Urophyllum glomeratum är en måreväxtart som beskrevs av Theodoric Valeton. Urophyllum glomeratum ingår i släktet Urophyllum och familjen måreväxter. Inga underarter finns listade i Catalogue of Life.